# Tuapoka ovalis
Tuapoka ovalis là một loài nhện trong họ Agelenidae.
Loài này thuộc chi Tuapoka. Tuapoka ovalis được miêu tả năm 1973 bởi Raymond Robert Forster & Wilton.